# Allusione
L'allusione è una figura retorica e consiste nell'uso di un sostantivo, spesso derivato da un fatto storico o comunemente noto, che abbia un rapporto di somiglianza con l'oggetto in questione.
Esempi:
- Allusione mitologica: «un labirinto» (un intrico di strade)
- Allusione storica: «vittoria di Pirro» (un successo ottenuto a caro prezzo)
- Allusione letteraria: «un don Abbondio» (un vigliacco)